# Michael Schudrich
Michael Joseph Schudrich, né le 15 juin 1955 à New York, est un rabbin américain qui fut notamment le grand-rabbin de Tokyo de 1983 à 1989, rabbin de Varsovie et Łódź à partir de 2000, puis grand-rabbin de Pologne depuis 2004.

## Éléments biographiques
Michael Schudrich est né le 15 juin 1955 à New York. Il est le fils du rabbin David Schudrich et de Doris Goldfarb,. Il vit à Patchogue, dans l'État de New York, où son père est rabbin. Ses grands-parents immigrent aux États-Unis de Baligród, en Pologne, avant la Seconde Guerre mondiale.

### Études
Il étudie dans des écoles juives de New York. Il étudie ensuite à l'université d'État de New York à Stony Brook, où il obtient un diplôme en études religieuses.
Il est d'abord ordonné rabbin conservateur par le Jewish Theological Seminary of America en 1980,,.
Il obtient ensuite son ordination orthodoxe de rabbin du Rabbi Isaac Elchanan Theological Seminary de l'université Yeshiva.
Il reçoit en 1982, une maîtrise universitaire ès lettres (MA) de l'université Columbia en histoire en 1982.

### Japon
De 1983 à 1989, Michael Schudrich est le grand-rabbin de Tokyo,. Il est alors encore rabbin conservateur, avant de devenir rabbin orthodoxe en Pologne.

### Pologne
En 1990, Michael Schudrich travaille avec la Fondation Ronald Lauder. De 1992 à 1998, il réside à Varsovie.
En juin 2000, il revient en Pologne et devient le rabbin de Varsovie et de Łódź.
En 2004, il est nommé grand-rabbin de Pologne.
Il devient citoyen polonais le 3 novembre 2005, et garde sa nationalité américaine.